# Fantastique (género literario)

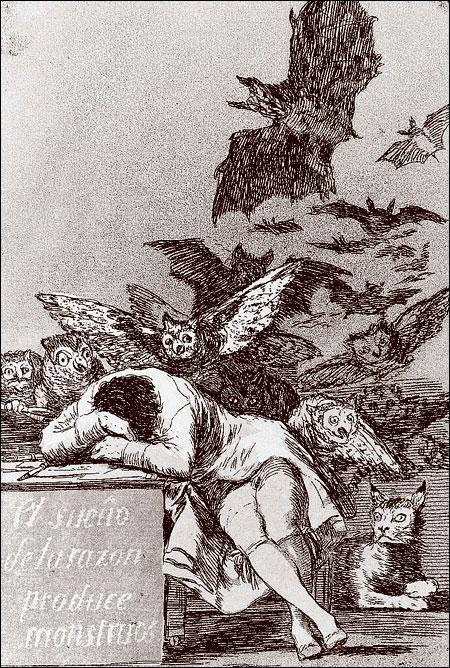
Goya, El sueño de la razón produce monstruos

Lo Fantastique es un género o subgénero literario, sin duda próximo del género fantástico, y que puede definirse como la intrusión de lo sobrenatural en un marco realista. En otras palabras, consiste en la aparición y desarrollo de hechos inexplicables que vacilan entre la aceptación de lo sobrenatural como tal, por parte del lector y los personajes, y una tentativa de explicación racional, sin quedar resuelto. O sea, y en definitiva, lo fantastique se sitúa, por un lado, entre lo maravilloso y la fantasía (en donde lo sobrenatural es aceptado y justificado pues el marco es imaginario y no realista) y, por otro lado, entre lo espantoso y lo terrorífico (donde rige y se acepta un mundo «normal» pero cruel).
El héroe fantastique tiene, de parte del lector, casi siempre una reacción de rechazo, de repudio, y/o de miedo, a raíz de los eventos sobrenaturales que intervienen y que le rodean. Esta afirmación ubica lo fantastique en la frontera entre lo extraño y lo maravilloso, aunque esto también ha sido objeto de numerosas controversias, tales como las llevadas adelante por Stanisław Lem (por ejemplo, tomar contacto con sus particulares ideas sobre la Intelectrónica y la Electocracia, las que en parte pueden ser consultadas en Summa Technologiae y en las referencias que aquí siguen).
Lo fantastique frecuentemente está ligado a una atmósfera particular, una especie de crispación debido al enfrentamiento con lo imposible. Y en este contexto, el miedo y la desconfianza a menudo están presentes, a veces en el propio héroe, y/o a veces en la propia voluntad del autor o del relator (quien a través de diversos medios trata de provocar angustia e incluso pánico en el lector); no obstante, esto último no es una condición sine qua non del género fantastique.
Por extensión, lo fantastique igualmente define y establece un género cinematográfico, cuya significación y características son sensiblemente las mismas que las que vienen de presentarse (cf. artículo cine fantástico y referencias).

## Géneros emparentados y subgéneros
Frecuentemente se considera lo fantastique como muy próximo a la ciencia ficción. De todas maneras, importantes diferencias distinguen estas dos categorizaciones de las obras literarias.
La ciencia ficción no incluye lo sobrenatural, y en lo global se presenta como racional. Así por ejemplo, la novela La máquina del tiempo de H. G. Wells, notoriamente pertenece al género ciencia ficción, pues el héroe viaja en el tiempo gracias a una máquina diseñada y concebida a estos efectos, o sea, gracias a un determinado y supuesto procedimiento tecnológico, obviamente desconocido en el estado actual de conocimientos humanos, pero que en el marco de la obra es presentado como una posible tecnología no calificada como algo sobrenatural.
En francés y en otros idiomas, un error frecuente consiste en calificar como « fantastique » a todos los textos que pertenecen al género anglosajón « fantasy », como por ejemplo los de J. R. R. Tolkien, a pesar de que en realidad pertenecen o están más cerca del dominio de lo maravilloso. Esta equivocación posiblemente puede deberse a un error de traducción, o a una ausencia de un término adecuado en el idioma considerado.
Lo fantastique igualmente está emparentado con el realismo mágico, que como se sabe es un género propio y específico de la literatura latino-americana, fundado sobre la inserción de elementos sobrenaturales en un entorno realista. Pero en el citado género "realismo mágico", los acontecimientos sobrenaturales son considerados normales y usuales, lo que hace del mismo una rama más próxima de lo maravilloso y no tanto de lo fantastique.

## Panorama de la literatura fantástica

### Los orígenes del género

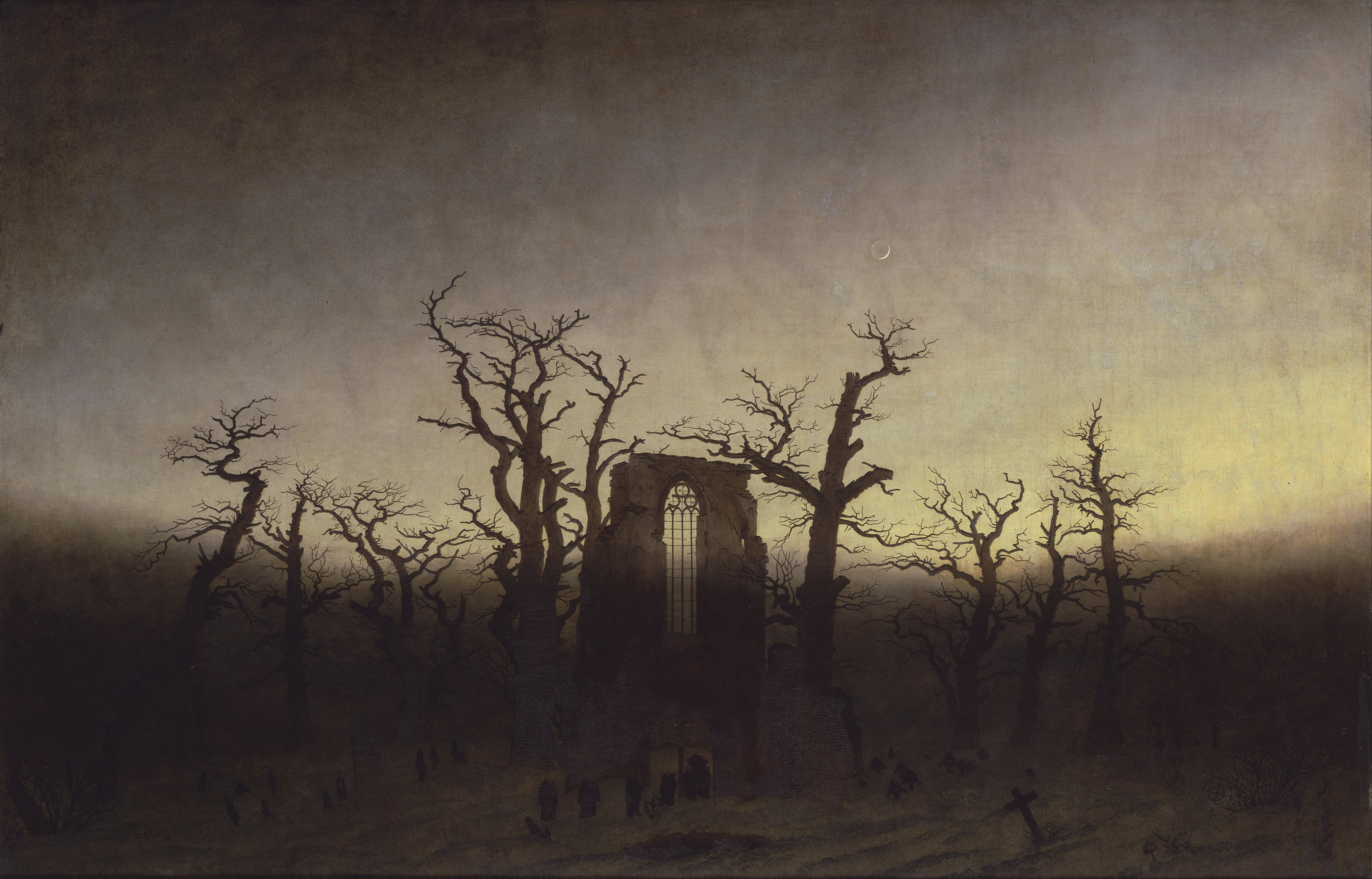
Caspar David Friedrich

#### La novela gótica
La verdadera fuente del género fantastique está en la narrativa gótica inglesa del fin del siglo XVIII. Además de la aparición de temas propios del fantastique (como los fantasmas, el diablo, o los vampiros), los escritos considerados fantastique deben estar caracterizados por una atmósfera de horror pronunciado, y además deben introducir o presentar la ambigüidad característica del género. Y entre las obras más representativas de este tipo, se encuentran: El monje de Matthew Gregory Lewis (1796), Los misterios de Udolfo de Ann Radcliffe (1794), y Melmoth el errabundo de Charles Robert Maturin (1820).

#### El romanticismo frenético

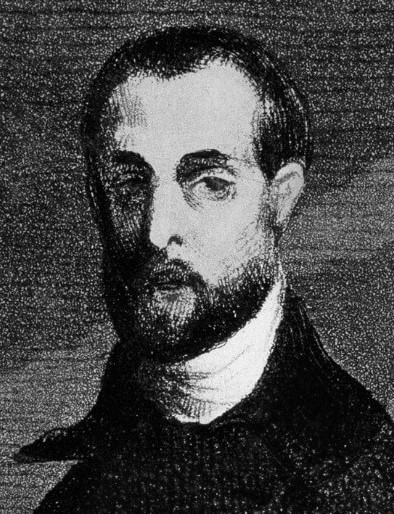
Petrus Borel

El descubrimiento de los góticos ingleses tuvo lugar en Francia a través de una profusión de obras llamadas « frenéticas » (género también llamado « novela negra »). Aún muy marcado por lo maravilloso, estas obras introducen en la novela francesa el gusto por el horror y por lo macabro. 
William Beckford era inglés, aunque eligió el francés como el idioma para escribir Vathek (1786), una de las principales novelas de tendencia frenética. El citado sitúa la acción de la obra en oriente, e imprime a la novela cierta impronta que hace recordar las historias de Las mil y una noches. Vathek narra el descenso a los infiernos de un califa, que buscaba obtener poderes sobrenaturales estableciendo un pacto con el propio Diablo.
La otra gran novela frenética es el Manuscrito encontrado en Zaragoza, del polaco Jean Potocki, obra también escrita originalmente en francés, donde se presentan un conjunto de historias independientes e imbricadas unas con otras, según el principio de la novela encajada, y con algunos personajes recurrentes. Aquí y para clasificación, el propio autor propone una gran diversidad de géneros: historia negra (novela negra), historia picaresca, cuento, narración filosófica, etc. De todas maneras, lo que prima a lo largo de toda la obra (lo que prima a lo largo de todas esas historias independientes) es lo sobrenatural.
Después de estas dos obras descollantes, la novela frenética alcanzó su apogeo con los llamados « petits romantiques » (« románticos cortos »). Pétrus Borel en Champavert, contes immoraux (1833) y sobre todo en Madame de Putiphar (1839), es aún más provocador que los anglo-sajones, y en particular en cuanto a la satisfacción con lo horrible y lo terrorífico. La crueldad de las descripciones y de las situaciones en esas dos historias, en alguna medida anuncia la obra posterior del escritor Auguste de Villiers de L'Isle-Adam. Pero Pétrus Borel no se detuvo con esos dos escritos de 1833 y 1839, y en 1843 terminó una obra fantastique que podemos considerar como muy representativa del género, Gottfried Wolfgang.
Entre los escritos más descollantes del gótico francés, pueden señalarse algunas historias en primera instancia concebidas con el objetivo de parodiar los cuentos de Lewis y Radcliffe, y que casi sin quererlo fueron auténticas e importantes novelas negras. Por su parte, el crítico literario Jules Janin escribió L'âne mort et la femme guillotinée (1829), y Frédéric Soulié en Les mémoires du Diable utilizó también todos los recursos del estilo gótico, y nunca ocultó su admiración por las obras del Marqués de Sade.

#### Le Diable amoureuxde Jacques Cazotte
Otro precursor de la literatura fantastique fue el francés Jacques Cazotte, cuya novela corta del año 1772 titulada Le Diable amoureux, es considerada como la primera obra en lengua francesa del tipo señalado. Esta historia se refiere a un hombre joven, Alvare, que intenta convocar al Diablo, y éste se le aparece con el aspecto de la encantadora Biondetta. Imbuido de influencias esotéricas, esta novela sin duda tuvo un impacto directo sobre Charles Nodier y sus sucesores franceses.

#### Nacimiento de lofantastique: E.T.A. Hoffmann

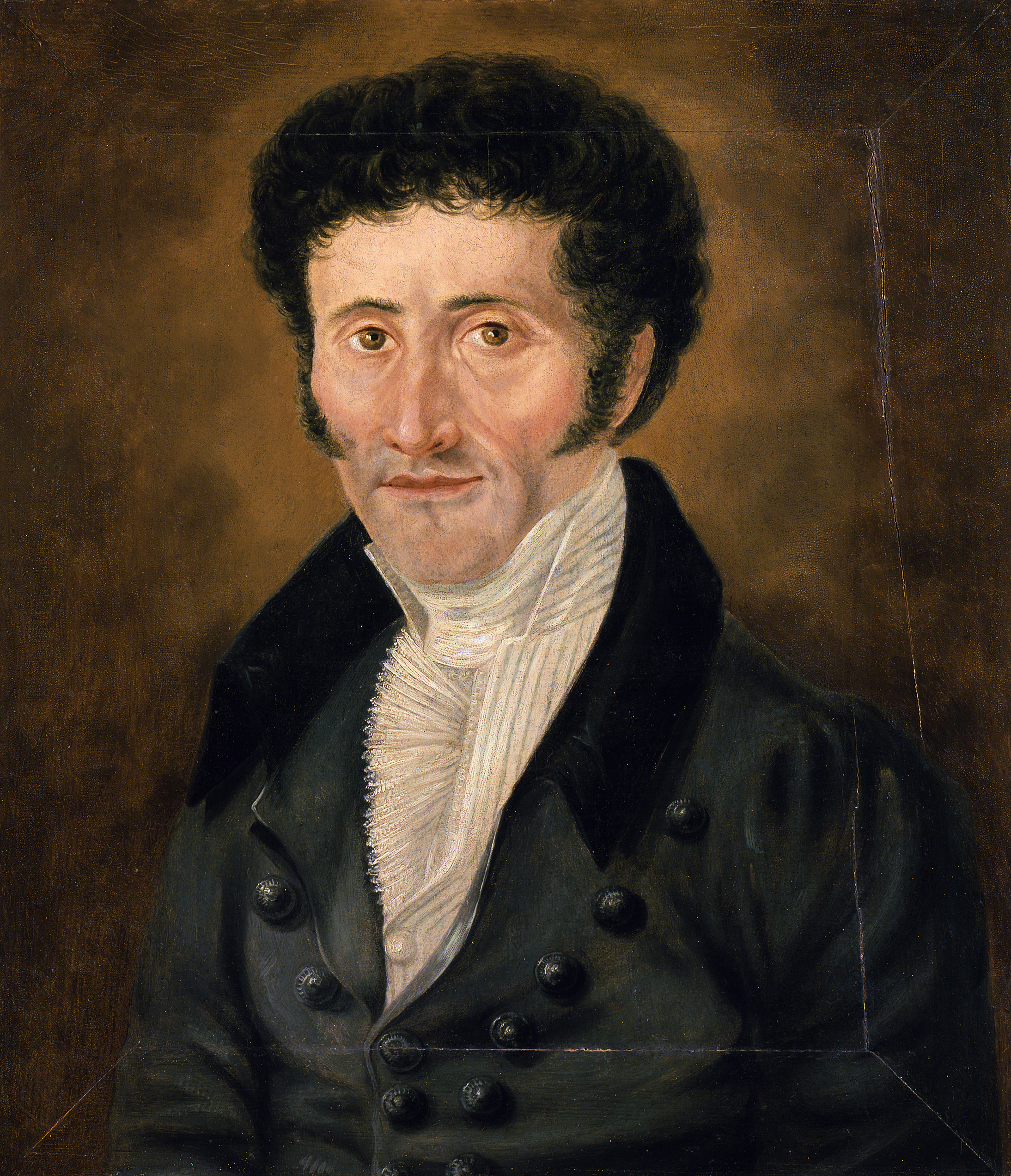
E.T.A. Hoffmann

Fue en Alemania y a comienzos del siglo XIX, donde surgió la lietratura fantastique propiamente dicha, con Adelbert von Chamisso (Peter Schlemilh), y luego con Achim von Arnim y E.T.A. Hoffmann.
Lo fantastique de Hoffmann (Fantaisies à la manière de Callot, Contes nocturnes) se caracterizó por la exaltación, el caos, y el frénesi. La novela Los elixires del diablo, que reivindicaba la filiación de Moine de Lewis, acumuló de manera incomprensible, episodios de naturaleza muy diferente: historias de amor, meditaciones estéticas o políticas, aventuras picarescas, epopeyas familiares, éxtasis místicos, etc. El tema de la locura y de la soledad es central y recurrente en la obra de Hoffmann, y también en la de Chamisso.
Hoffmann podríamos decir que tuvo una influencia casi universal y prácticamente continua en el género, y sus cuentos forman un repertorio formidable de lo fantastique, influencia que por cierto no alcanzaron otros autores, así como tampoco otras artes (ópera, ballet, cine).

### Lofantastiqueen lengua francesa

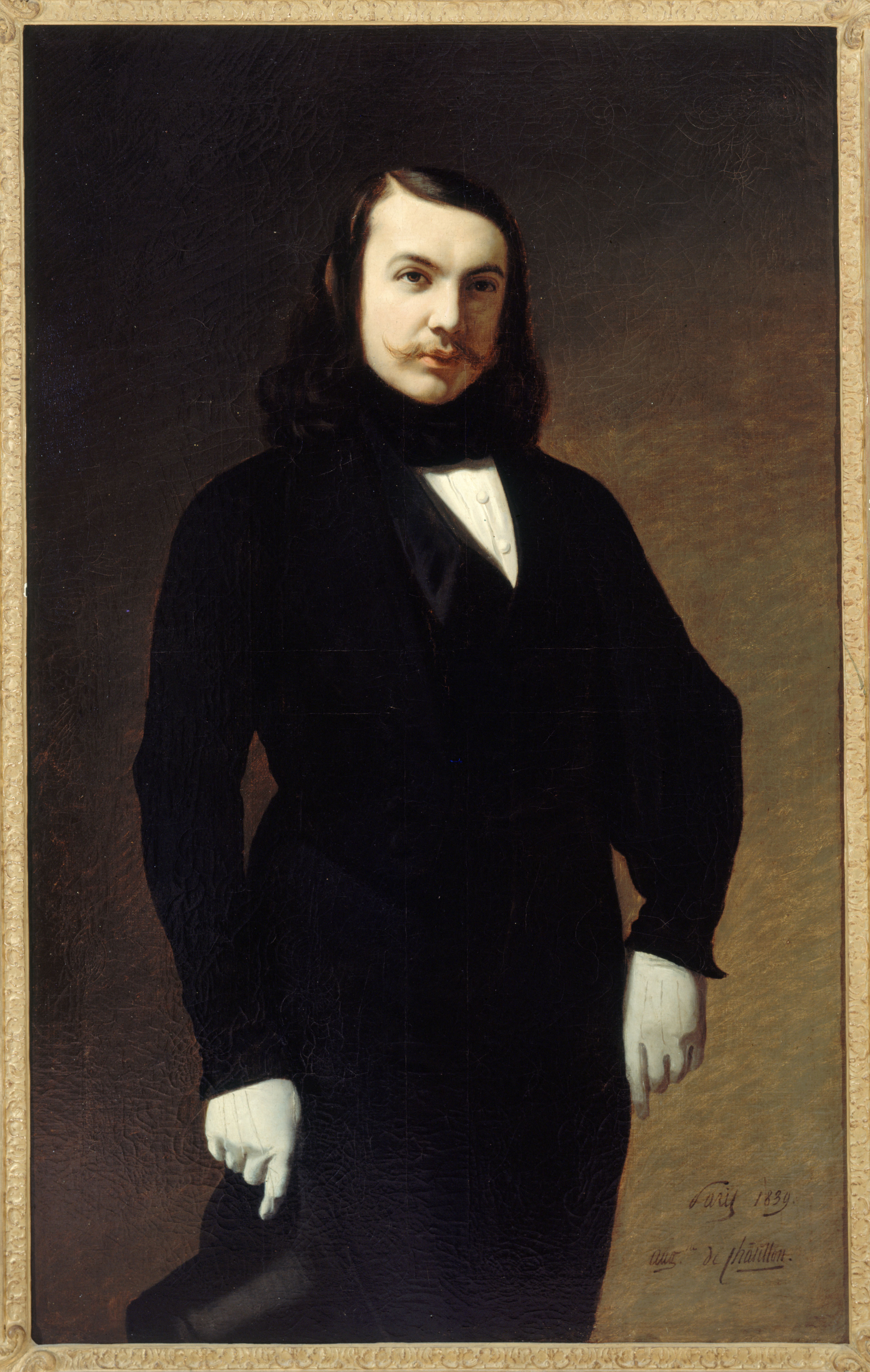
Théophile Gautier

#### Nacimiento y auge de lofantastiqueen Francia
A partir de los años 1830, los cuentos de Hoffmann fueron traducidos al francés por Loève-Veimars, teniendo un suceso espectacular.
Después de Le Diable amoureux de Jacques Cazotte, Charles Nodier fue uno de los primeros escritores franceses en producir cuentos fantastiques. A pesar de ello, este autor no vio en el género nada más que una nueva manera de escribir historias, pues para él lo fantastique era pretexto para la ensoñación y la fantasía.
Nodier escribió también un estudio sobre lo fantastique, el que claramente mostraba que la frontera entre lo maravilloso y lo fantastique era bastante vaga. En efecto, estas historias del género que aquí nos ocupa, estaban pobladas de fantasmas, de vampiros, y de muertos-vivos, y no obstante poseían ambigüedad, inquietud, e incertidumbre, como se sabe todas ellas características de lo fantastique. Y los cuentos más conocidos del autor citado fueron: La Fée aux miettes (1832), Smarra ou les démons de la nuit (1821), y Trilby ou le lutin d'argail (1822).
Con posterioridad, grandes escritores franceses produjeron obras del género fantastique. 
Honoré de Balzac, autor de una decena de cuentos y de tres novelas fantastiques, también él fue influenciado por Hoffmann. Además de L'Élixir de longue vie (1830) y Melmoth réconcilié (1835), su principal obra fantastique fue una novela titulada La Peau de chagrin (1831), en donde el personaje principal establece un pacto con el Diablo. Aquí el recurso es que ese personaje compra una piel de zapa, que tiene el poder maravilloso o mágico de cumplir todos los deseos, pero que al simbolizar la vida, se va reduciendo poco a poco de tamaño a medida que los deseos son expresados y cumplidos. A pesar de la componente fantastique, esta historia debe inscribirse o catalogarse como de género realismo. Balzac allí describe hermosamente los lugares de París, y explicita la psicología y la situación social de sus personajes. Pero en su conjunto, corresponde destacar que la obra fantastique de Balzac no fue concebida como una finalidad. Balzac aquí no busca aterrorizar o sorprender al lector, y tampoco hace intervenir en sus tramas ni vampiros ni duendes. Estas obras más bien son de reflexión, en el marco de la Comedia humana. A través del poder alegórico de los personajes y de las situaciones, Balzac sobre todo así escribió cuentos filosóficos.

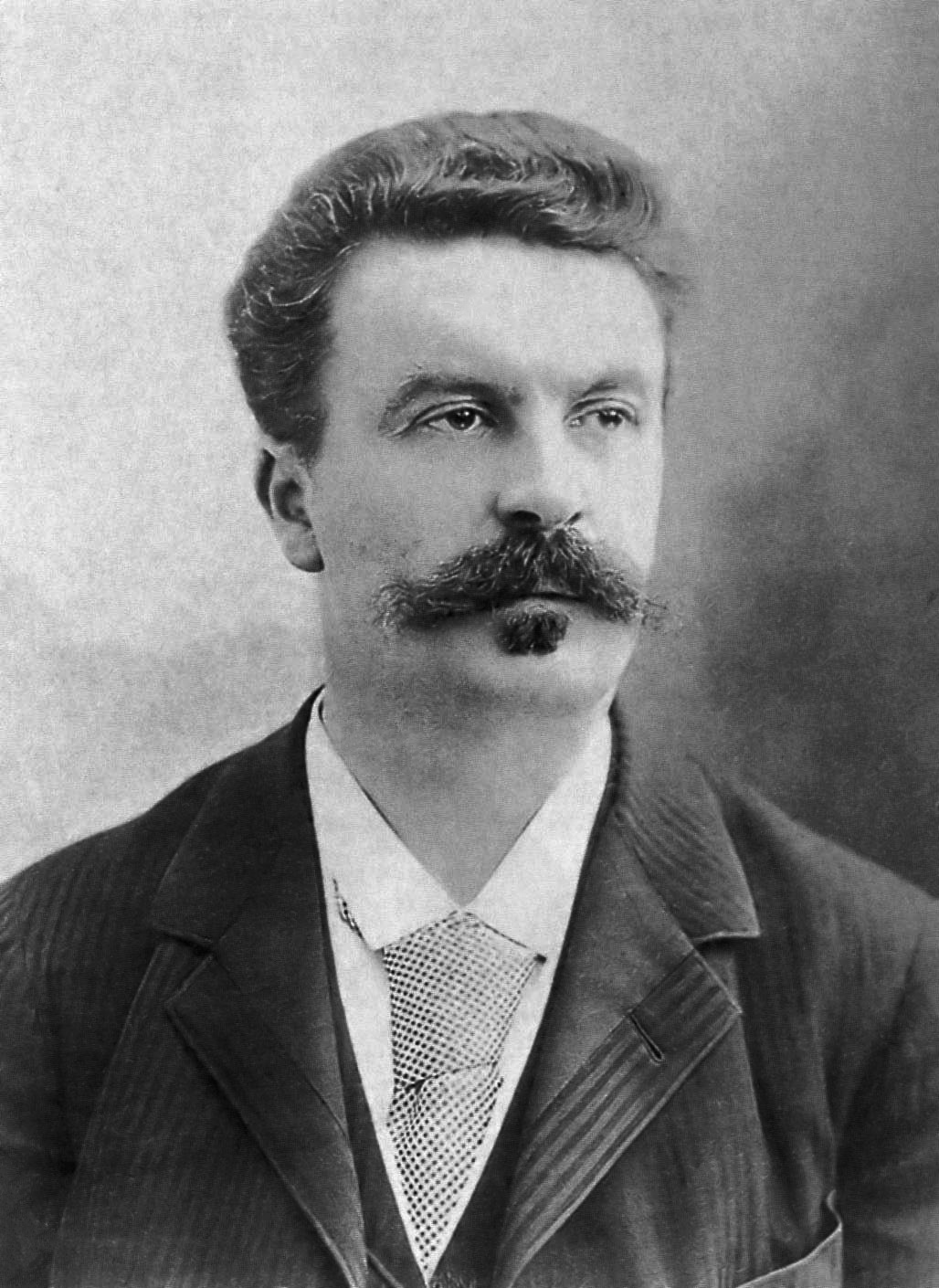
Guy de Maupassant

Gran admirador de Hoffmann, Théophile Gautier es un autor ineludible de la literatura fantastique. Inundados de fantasía y deseos de evasión, sus cuentos están entre los más acabados y perfectos en lo que concierne a la técnica aplicada. Gautier brilla por la forma como mantiene al lector en la duda todo a lo largo de sus historias, para finalmente sorprenderle en la conclusión.
Gautier es el autor de varias verdaderas obras maestras de la literatura, y se lo cita regularmente en las antologías dedicadas a lo fantastique. Sus narraciones mejor logradas posiblemente son: La cafetière (1831) y La Morte amoureuse (1836).
Por su parte, Prosper Mérimée solamente escribió un número bastante reducido de obras fantastiques, pero de gran calidad: La Vénus d'Ille (1837), es en particular una de sus más célebres novelas cortas del género. Mérimée también tradujo el cuento La dama de picas de Aleksandr Pushkin, y publicó un estudio sobre Nikolái Gogol, el maestro ruso de lo fantastique.
Después de haber escrito varios textos fantastiques bajo la influencia del romanticismo alemán de Johann Wolfgang von Goethe y de Hoffmann, Gérard de Nerval escribió una obra mayor, Aurélia (1855), en un estilo más poético y personal. Y también redactó otro texto en un estilo similar, al que llamó La Pandora (1854).
Guy de Maupassant evidentemente fue uno de los más grandes autores de literatura fantastique. Su obra está marcada por el realismo, género con el cual consiguió trascender; sus obras están fuertemente arraigadas en lo cotidiano, y sus temas recurrentes son el miedo, la angustia, y muy especialmente la locura. Puede encontrarse todo esto en su obra maestra, Le Horla (1887). Bajo la forma de un diario íntimo, el narrador relata allí sus angustias debidas a la presencia de un ser invisible; esta creación reposa sobre la posible e incipiente locura del propio narrador.

#### Fin de siglo: Simbolismo yfantastique

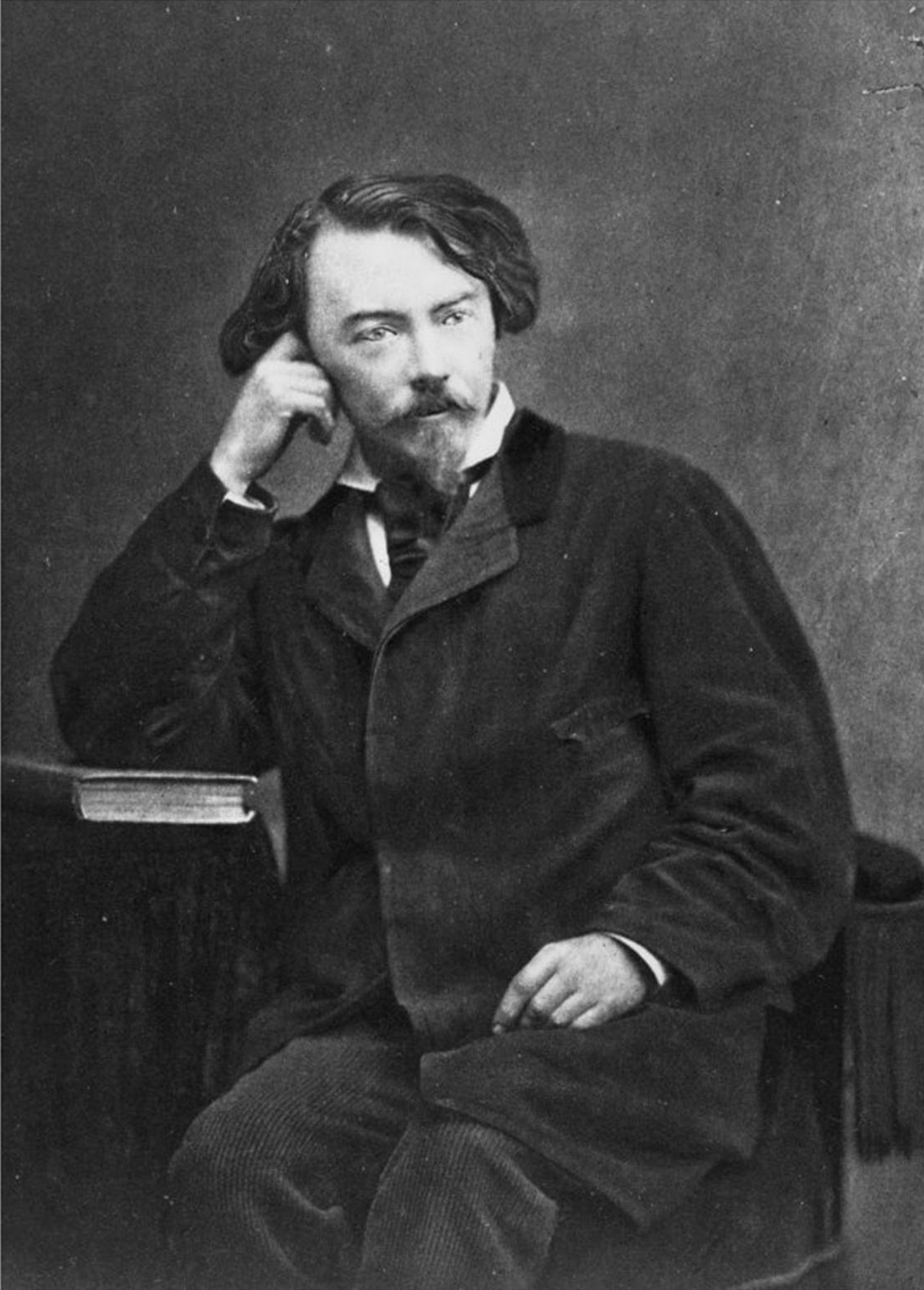
Auguste Villiers de L'Isle-Adam

El fin del siglo XIX vio el surgimiento de una literatura dicha « decadente », cuyas temáticas de predilección fueron la crueldad, el vicio, y la perversidad. En obras tales como À rebours de Joris-Karl Huysmans, o Les Diaboliques de Jules Barbey d'Aurevilly, lo fantastique no es más una finalidad, sino un medio que permite de expresar una provocación, una denuncia, o una voluntad estética. Puede decirse que en este período no hay verdaderamente « escritores fantastiques », sino numerosos autores que escribieron algunos textos fantastiques. Las descripciones se hacen más amaneradas y más ricas, y el exotismo y el erotismo se volvieron elementos importantes.
En fin, el cuento fantastique obviamente da la oportunidad de hacer crítica social, y en ese fin de siglo la misma usualmente estaba dirigida contra el materialismo burgués, por ejemplo en la obra Contes cruels de Villiers de L'Isle-Adam. Por otra parte, los symbolistas decadentes frecuentemente buscaron lo fantastique en sus cuentos, los que no estaban muy alejados de las fábulas y de las alegorías.
Léon Bloy por su parte escribió dos recopilaciones de cuentos, Sueurs de sang (1893) y Histoires désobligeantes (1894). Estas narraciones, aun cuando no son todas ellas fantastiques, por lo general ponen de manifiesto tanto lo extraño como lo sobrenatural. Redactando en un estilo que podríamos calificar de incendiario, Bloy aquí parecer querer choquear a sus lectores a través de la crueldad de sus historias.
Otro escritor que también supo hacer de la crueldad, la insania, y la sordidez, su fuente de inspiración favorita, fue Jean Lorrain, autor sobre todo conocido por Monsieur de Phocas, una de las obras-faro de la literatura de ese fin de siglo. Sus numerosos cuentos fantastiques están repartidos en varias recopilaciones, entre las cuales la mejor es ciertamente Histoires de masques (1900).
El simbolista Marcel Schwob fue insensible a la atmósfera funesta y peligrosa de las obras decadentes, marcando así un estilo propio. Utilizando lo maravilloso y lo alegórico para hacer lo fantastique, el escritor mencionado es autor de dos recopilaciones de cuentos, Cœur Double (1891) y Le Roi au masque d’or (1892).
También procede mencionar la recopilación Histoires magiques (1894) de otro simbolista, Rémy de Gourmont, en donde la influencia de Villiers de L'Isle-Adam es innegable, señalándose que es la única obra de ese autor que contiene cuentos fantastiques.
Henri de Régnier por su parte, escribió en 1919 una recopilación de cuentos y novelas cortas fantastiques de cierta importancia, Histoires incertaines, en donde bien puede decirse que allí la estética está directamente influenciada por la literatura del fin de siglo, a pesar de cierta tardanza en la publicación.

#### Lofantastiqueen Bélgica
El desarrollo de una literatura fantastique particular en Bélgica en el siglo XX, es algo curioso pero indiscutible. Y ello es tanto más importante de señalar, en cuanto lo fantastique tiene un rol central en general en la literatura belga. Lo fantastique belga nació del simbolismo y del realismo hacia el fin del siglo XIX. El simbolismo creó una atmósfera propicia a la intrusión de lo sobrenatural, ya sea a través de la alegoría, el espectáculo maravilloso, o el carácter alusivo. La obra mayor de esta corriente sin duda es Bruges-la-Morte de Georges Rodenbach (1892).
Junto al simbolismo, también se desarrolló una corriente realista y rústica, en la cual el principal representante es Georges Eekhoud. Marcado por un realismo a ultranza y a hipérbole, su obra dejó surgir una recopilación mayor, Cycles patibulaires (1892).
Por su parte, dos escritores con mayúculula contribuyeron a aportar madurez al fantastique belga : Franz Hellens y Jean Ray. El primero (cuyo verdadero nombre en realidad es Jean Raymond Marie de Kremer), alternando entre simbolismo y realismo, se orientó a un género que a veces es calificado de « realismo mágico »; sus obras principales son : Nocturnal (1919), y Les réalités fantastiques (1923). En cuanto al segundo de los mencionados, sin duda es el más conocido. Jean Ray es un real innovador de la literatura de lo sobrenatural en el siglo XX; tiene la particularidad de haber considerado el género fantastique como una totalidad, consagrándose a ello de manera exclusiva. El nombrado es el autor de un fantastique irreverente y desenfrenado, Malpertuis (1943).
En fin, Michel de Ghelderode, al margen de su imponente obra teatral, también escribió Sortilèges (1945), una recopilación de cuentos fantastiques considerada como una referencia del género.
En nuestros días, se desarrolla en Bélgica un fantastique muy influenciado por las novedades que surgen de los países anglosajones, y cuenta entre sus autores a Daph Nobody, con su novela Blood Bar, y también con su Cycle des Ténèbres (volumen I: Les Tenèbres Nues; volumen II: La Lumière des Au-Delà).

### La Inglaterra victoriana

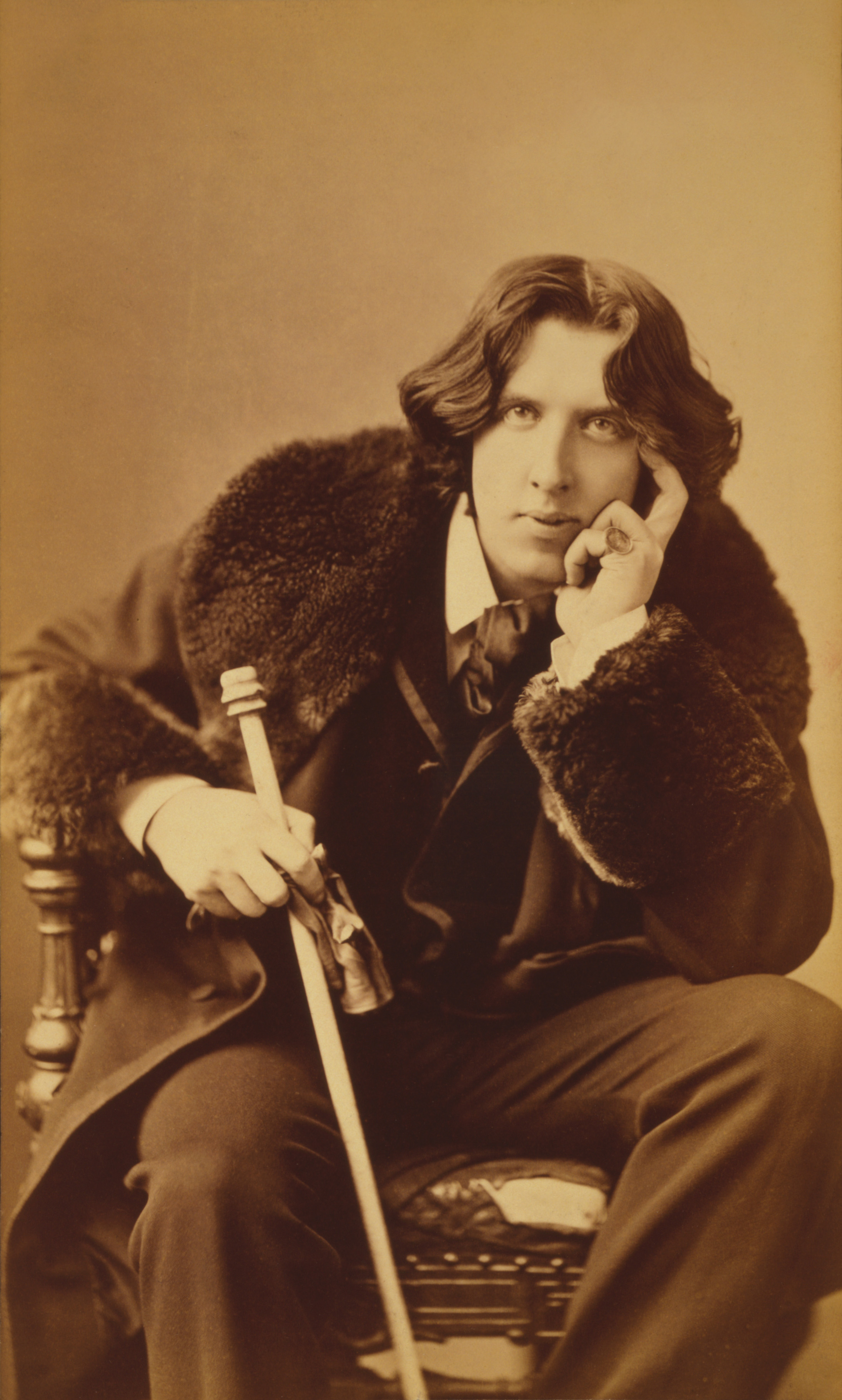
Oscar Wilde

La Inglaterra victoriana no dio autores fantastiques ingleses en sentido estricto, ya que las sutiles ambigüedades de este género y sus a veces borrosos límites entre la fantasía y lo maravilloso, no tuvieron el eco suficiente en la tradición literaria inglesa. Así, las novelas cortas de Thomas de Quincey se inscribían con más claridad y concordancias en la tradición de las novelas góticas que en las historias fantastiques.
El irlandés Sheridan Le Fanu es el autor de Carmilla (1871), una novela gótica cuya originalidad reside en el personaje de la mujer vampiro homosexual, lo que casi seguramente influyó en el célebre Drácula de su compatriota Bram Stoker (1897), obra maestra no cuestionada de las historias de vampiros.
Por su parte, Oscar Wilde escribió una de las más célebres y exitosas novelas fantastiques anglosajonas, El retrato de Dorian Gray (1891), en el cual el personaje principal asiste al envejecimiento de su retrato, y le observa surgir cada marca propia de sus vicios, mientras que su cuerpo aparentemente posee la eterna juventud (y a pesar de que se deja llevar por todo tipo de excesos). Wilde desarrolla en esta historia su propia visión sobre el esteticismo, y pone en escena el conflicto entre la moral y el deterioro o decaimiento físico. La sensualidad y la homosensualidad por cierto están muy presentes en su obra, superando largamente el marco de lo fantastique.
La citada novela El retrato de Dorian Gray ejerció una fuerte influencia en la literatura francesa, y en particular sobre los escritores decadentes. Por otra parte, Oscar Wilde también escribió una parodia de historia de fantasmas, El fantasma de Canterville (título original: The Canterville Ghost), obra de 1887.
También otros grandes escritores anglosajones escribieron textos fantastiques, como por ejemplo Robert Louis Stevenson con sus obras Markheim y Olalla, o como por ejemplo Rudyard Kipling.
El escritor anglo-americano Henry James abordó regularmente lo fantastique durante su carrera literaria, en especial con las llamadas "historias de fantasmas". El más acabado y destacado de estos textos es Le Tour d'écrou (1898), toda una referencia en el arte de la vacilación entre las explicaciones racionales y las irracionales. El estilo alusivo de Henry James lleva al lector de dudar de cada uno de los protagonistas (cada uno a su turno), de modo que la verdad última de la historia solamente es revelada al fin del relato. Este libro también se destaca por el carácter fantasmal de sus personajes.
El período victoriano también dio nacimiento a otros nuevos géneros de literatura popular, como la novela policial con Wilkie Collins, y como la ciencia ficción con H. G. Wells y Mary Shelley. Algo más tarde, fue también en Inglaterra que nació el llamado género Fantasy, con The Hobbit (1937) de J. R. R. Tolkien.

### Lofantastiqueen Estados Unidos

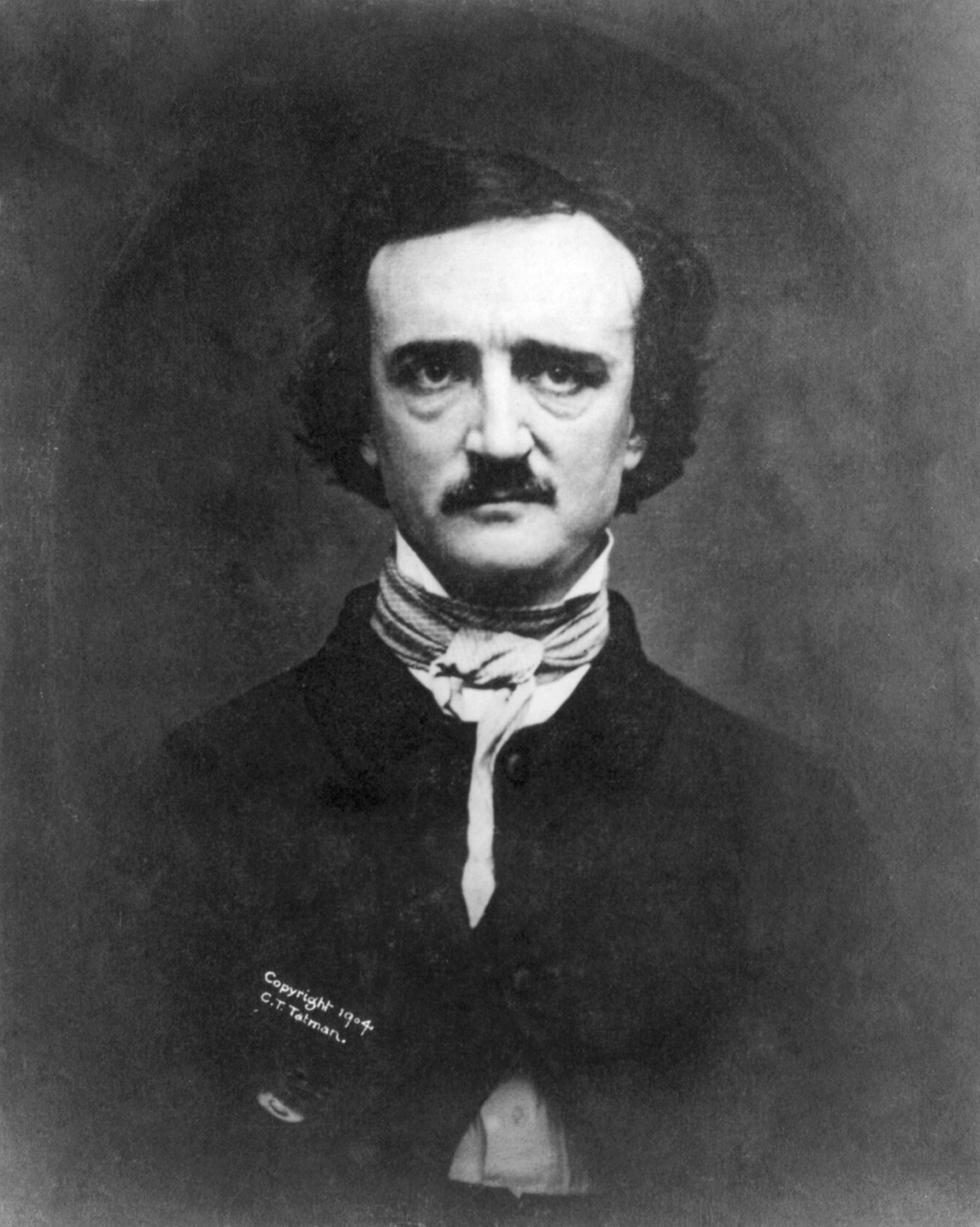
Edgar Poe

A su nacimiento a principios del siglo XIX, la literatura estadounidense estuvo muy influenciada por la novela gótica inglesa y por lo fantastique. Nathaniel Hawthorne, luego Washington Irving, y sobre todo Edgar Allan Poe, impusieron también la novela corta y el cuento, como formas de expresión privilegiadas. Poe jugó un rol muy particular elaborando una teoría estética personal, y también, integró el grupo de escritores pioneros en temáticas relacionadas con la ciencia ficción y la novela policial.
Washington Irving, también uno de los grandes escritores americanos, escribió por su parte gran número de cuentos, aunque ellos se acercan más a la leyenda que al relato sobrenatural propiamente dicho. Este escritor se caracterizó sobre todo por su realismo, así como por el tono irónico que con mucha frecuencia empleó. Su recopilación más conocida es Sketch Book (1819), que particularmente contiene el cuento titulado Rip Van Winckle, una de las primeras obras fantastiques estadounidenses verdaderamente originales, junto a la obra titulada Peter Rugh, el desaparecido de William Austin (1824).
Por su parte, Nathaniel Hawthorne redactó también algunos textos que incluyen lo sobrenatural. Dichos textos están marcados por la opresión de una América muy puritana, y allí el tema recurrente es la maldición, en referencia a las leyendas de brujerías.
A pesar de que lo fantastique ocupa un lugar modesto en su muy abundante obra, Francis Marion Crawford fue el autor de una recopilación de gran calidad en el género, que se titula Wandering Ghosts (1891). 
Inspirándose en esta tradición, H. P. Lovecraft imprimió a su obra una impronta particular, próxima del horror. Lovecraft inspiró a otros varios escritores del siglo XX, entre ellos especialmente a Stephen King.

### Lofantastiqueen Rusia

#### Los recitales populares
Fue Aleksandr Pushkin quien introdujo el género fantastique en Rusia con el célebre cuento La dama de picas (1834, en ruso Пиковая дама / Píkovaya dama). A partir de esa fecha, lo fantastique fue un género de predilección en la literatura rusa, frecuentemente encontrando sus temas en los cuentos y leyendas populares. Surge allí entonces un fantastique próximo de lo maravilloso, en obras tales como La familia de los vurdalak (vampiros) de Alekséi Konstantínovich Tolstói, y L'effroyable vengeance de Nikolái Gógol, con características propias de obras realistas marcadas por inquietudes profundas, que hacen prueba de una mayor sinceridad que las joyas literarias surgidas de la « moda » de lo fantastique, especialmente en lo referido a la producción francesa. También es el caso de El capote (en ruso: Шинель / Shinel) de Nikolái Gógol y de L'Aigle blanc de Nikolái Leskov. Más tarde encontraremos este realismo en la novela de Andréi Bely titulada Petersburgo, y también en El demonio mezquino de Fiódor Sologub.

#### Lo grotesco
Animado por Pushkin, Nikolái Gógol publica sus contes fantastiques, y entre ellos los más célebres son La nariz y  El diario de un loco, publicados en la recopilación Historias de San Petersburgo. Estos relatos introducen un cambio de naturaleza bastante profundo respecto de la tradición fantastique. En efecto, el "miedo" allí tiene un rol de cierta importancia, y por su parte lo absurdo y lo grotesco se vuelven elementos esenciales. Y este estilo nuevo tendrá repercusiones incluso en Rusia: El doble, una de las primeras novelas de Fiódor Dostoievski, está directamente inspirada en la obra de Nikolái Gógol.

### Lofantastiqueen lengua alemana en los años 1890-1930

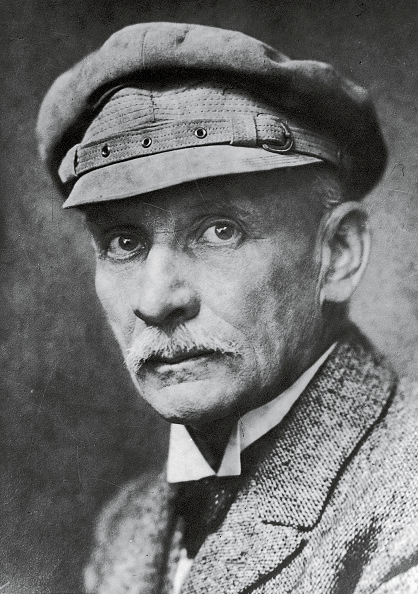
Gustav Meyrink

El comienzo del siglo XX estuvo marcado por el auge en los países germanófonos de un fantástique sombrío y pesimista. Las obras literarias que surgieron de este período son buena fuente de inspiración del cine expresionista que entonces se desarrollaba en Alemania.
Gustav Meyrink es uno de los más grandes escritores fantastiques de este período; gran cultor de las ciencias ocultas, supo imprimir a sus novelas ese tinte ocultista con el fin de iniciar a sus lectores en el tema. Su novela más célebre, El Golem (1915), se desarrolla bajo el signo de la Kabbale, donde pinta el cuadro de una humanidad degradada y miserable en el barrio judío de Praga. Su otra novela fantastique mayor es Walpurgisnacht (1917), donde toma por tema la violencia y la locura colectiva, y se hace eco de la cruel carnicería humana de la Primera Guerra Mundial.
Más controversial, Hanns Heinz Ewers es el autor de una obra abundante, que si bien incursiona con más frecuencia en lo extraño que en lo fantástique, se centra particularmente en el dominio de lo sobrenatural. Con una inclinación pronunciada sobre lo macabro, sobre lo sangriento, y sobre el erotismo malsano, sus obras se revelan provocadoras, y con frecuencia juzgadas como inmorales. Ewers es especialmente conocido por su novela Mandragore, y además es el autor de otra novela significativa, El aprendiz de brujo (1909), así como de numerosos cuentos entre los que se destaca La araña (1907).
El escritor y dibujante austríaco Alfred Kubin publicó por su parte en 1909 una única novela fantastique, El otro lado o La otra parte, donde se presenta una atmósfera de pesadilla inspirada en sus propios dibujos. Esta novela, donde ensoñación y realidad forman una enmarañada madeja, es considerada por Peter Assman la principal autobiografía de Kubin, como  « un paso esencial para el desarrollo de la literarura fantastique europea ».
También otras importantes obras fantastiques fueron escritas en este período, y entre ellas Le marquis de Bolibar de Leo Perutz y Le baron Bagge d'Alexander Lernet-Holenia. Igualmente fue en esta época que Franz Kafka escribió La metamorfosis, que muchos consideran un cuento fantastique o una novela corta fantastique.

### Jorge Luis Borges
Entre 1920 y 1960, la ciudad de Buenos Aires fue el centro de una intensa actividad literaria y cultural, y también un lugar de refugio durante los años de guerra para los escritores europeos ligados a la literatura fantastique, entre otros Witold Gombrowicz y Roger Caillois. En 1931 se creó la revista Sur bajo la dirección de Victoria Ocampo, y entre sus colaboradores allí se encontraban Jorge Luis Borges, Adolfo Bioy Casares, y Silvina Ocampo, esta última casada con Adolfo Bioy Casares y hermana de Victoria Ocampo.
Esta revista desarrolló un nuevo enfoque sobre la literatura fantastique, plena de erudicción y de gusto por la imitación. Borges afirmó entonces que « la erudicción era la forma moderna de lo fantastique », y ese fantastique que bien podría calificarse de posmoderno, buscaba sus temas tanto en la historia literaria como en la filosofía y en la teología, y a la vez conservando un tinte de angustia y de espanto. Y entonces nuevos temáticas fueron exploradas: los viajes a través del tiempo; los mundos paralelos; las vidas paralelas...
A partir de esta publicación, surgieron herederos contemporáneos de esta forma literaria, algunos que abrazarán plenamente la tradición borgiana y otros que comenzarán en él para irse distanciando en sus últimas obras. Destacan aquí autores como César Aira, Roberto Bolaño, José Baroja, Andrés Neuman, Juan Gabriel Vásquez, Jorge Volpi, entre otros, que han declarado explícitamente su relación con la literatura fantástica argentina.

## Aspectos de lofantastique

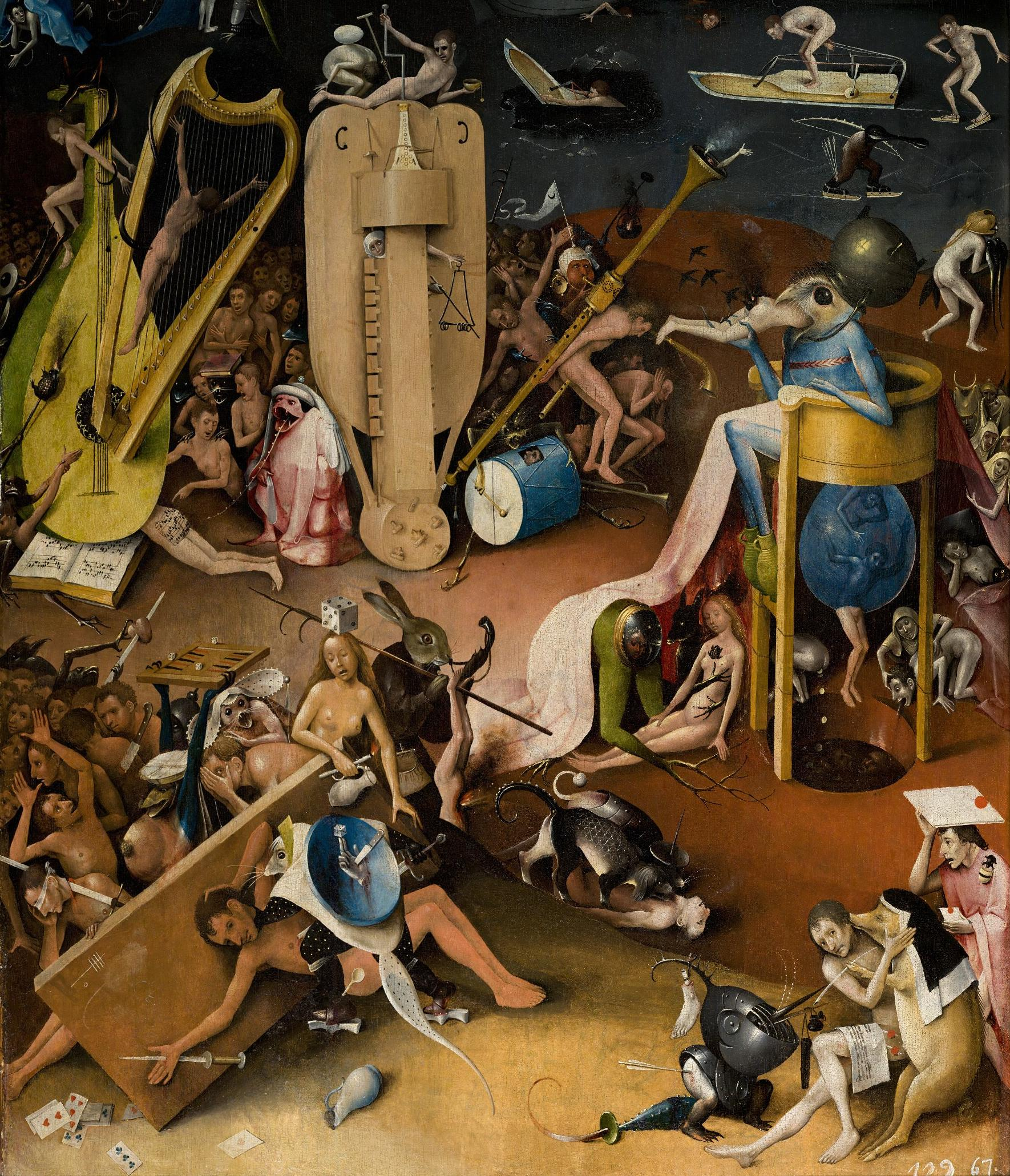
Detalle de El Infierno de Jérôme Bosch

### El miedo y el pánico
La lectura de textos fantastiques frecuentemente provoca, aunque no necesariamente, sentimientos de miedo, de terror, y de angustia. Sigmund Freud explicaba esos sentimientos por la perturbación o por lo inquietante o por la extrañeza inquietante que decía era propia de la literatura fantastique.
El término alemán exacto utilizado por Freud para transmitir este concepto era unheimlich, lo que significa « no-familiar » y también « no-oculto ». Así y según Freu, lo propio del fantastique sería de revelar asuntos habitualmente ocultos o rechazados, cuestiones sobre las que ni siquiera queremos pensar y/o sobre las que queremos alejarnos, el malestar y la incomodidad y los sobresaltos nacidos de algún tipo de ruptura con la usual tranquilidad y racionalidad de la vida cotidiana, tales como por ejemplo serían los sangrados, los cadáveres, las noches, las ruinas, los sufrimientos, lo desconocido sombrío...

### El mal y lo que lo rodea
Las manifestaciones de lo sobrenatural en la literatura fantastique generalmente son nefastas : allí no se hace lugar a los ángeles, a las fiestas, o a los genios benéficos que todo lo cumplen. Lo fantastique encarna el mal y todo lo que le rodea. También es una literatura del sufrimiento y de la angustia, de la locura y del fracaso. Y en este sentido, la literatura fantastique marca un retorno a la realidad, y una ruptura profunda con el optimismo exageradamente alegre del Siglo de las Luces. En el siglo XX, estos aspectos en parte fueron retomados por los surrealistas.

### La sexualidad

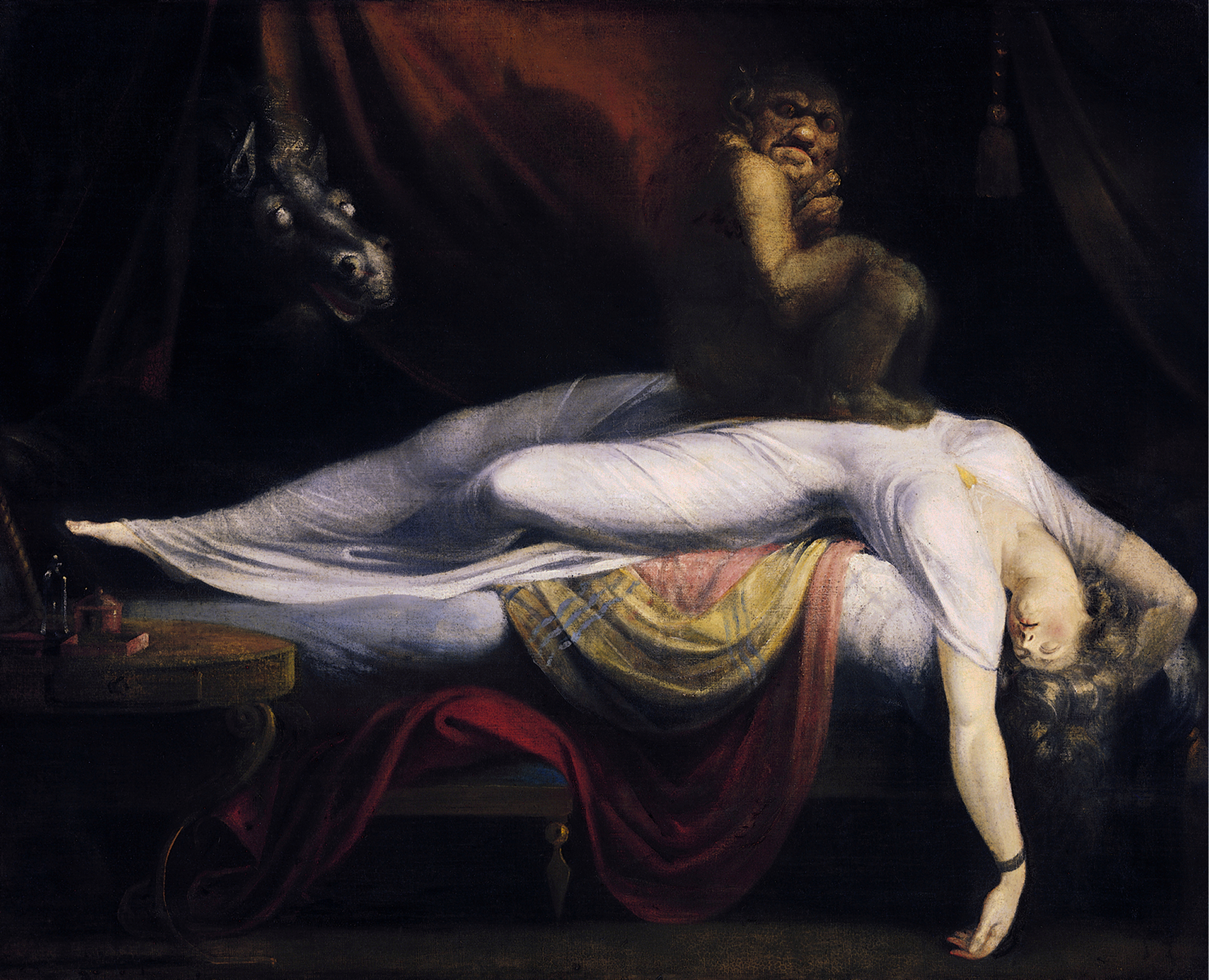
La Pesadilla de Johann Heinrich.

El psicoanálisis interpreta y siente el género fantastique como la expresión de deseos sexuales inconfesables. « En efecto, es relativamente fácil de asociar a cada uno de los temas del fantastique con una particular forma de sexualidad anormal: así, la brujería se corresponde con la ninfomanía, y el vampirismo con el sado-masoquismo, etcétera ». De todas maneras, este aspecto concierne más a lo sobrenatural que a lo fantastique. Además, debe tenerse en cuenta que los símbolos y las temáticas de lo fantastique pueden tener interpretaciones diferentes según los contextos de que se trate, y según las culturas. Así por ejemplo el símbolo del "doble" puede significar el aislamiento del individuo, que tiene poco o ningún contacto con el mundo exterior.
Por otra parte, en numerosos relatos fantastiques, la sexualidad interviene explícitamente y no simbólicamente o alegóricamente. Un deseo amoroso muy violento, con frecuencia es la causa que impulsa al héroe a caer en un universo fantastique; por ejemplo, recordemos La Chevelure (La cabellera) de Henry Guy de Maupassant o incluso Le diable amoureux (El diablo enamorado) de Jacques Cazotte.

### La literaturafantastiquey la censura
Lo fantastique frecuentemente ha sido utilizado por algunos autores para evitar o eludir la censura. Así por ejemplo los románticos alemanes de esta forma pudieron expresar críticas políticas disfrazando las obras como pertenecientes a la ficción.  A veces, el simple hecho de adoptar el género fantastique vale como una reivindicación de la autonomía de la literatura, en oposición a quienes quieren esclavizarla: así, pudieron expresarse autores rusos disidentes en la época del realismo socialista, dedicándose a la literatura, o desarrollando sus habilidades en otras artes (consultar por ejemplo las siguientes referencias: y los siguientes artículos: Pintura de Rusia, Andréi Siniavsky, Vasili Grossman, Vida y destino, Samizdat, Cultura de la Unión Soviética, La literatura rusa de la época soviética).
Asimismo, se tolerará más fácilmente ideas chocantes, si las mismas son presentadas como una obra inspirada por la locura o por el propio Diablo. Es el caso de las escenas escabrosas del fantastique fin du siècle XX francés, por ejemplo, las fobias racistas y misantrópicas en las obras de Howard Phillips Lovecraft. Y por cierto, en este contexto tampoco hay que olvidar lo macabro.

### Lofantastiqueen cuanto a la literatura de la interpretación
El texto fantastique por naturaleza es ambiguo, y por tanto pide ser interpretado correctamente, o al menos pide una interpretación personal. Los autores frecuentemente utilizan técnicas narrativas que condicionan al lector. Los textos cortos (cuentos y novelas cortas) permiten mantener la tensión dramática y por ello son privilegiados. Usualmente y en ese contexto se utiliza un narrador, a veces apoyado por un segundo narrador, el que o los que introducen en la historia poniendo cierta distancia entre él o ellos y los sucesos o situaciones que luego se describirán.
Los lectores de escritos de tipo fantastique se encuentran frente a una elección paradojal : (A) o bien se otorga confianza en el narrador (o en ambos narradores o en uno de ellos), y se acepta la versión « sobrenatural », y evidentemente entonces el texto es una ficción ; (B) o bien se privilegia una explicación « racional » que lleva la acción y el texto al campo del realismo, pero entonces obviamente se deberá poner en duda la creditibilidad del narrador.
También se podría interpretar lo fantastique como presentando figuras metafóricas, y en este caso por cierto los enfoques son muy otros. Así por ejemplo las interpretaciones respecto de la cucaracha en el interesante relato "La Metamorfosis" de Franz Kafka, pueden variar entre pensar que la transformación realmente ha ocurrido y que se trata de un insecto real, o considerar que lo que se relata es una metáfora respecto de un individuo común y corriente e insignificante.
En algún sentido, lo fantastique sugiere interrogarse respecto de lo que realmente es o puede ser un texto literario, respecto de la propia esencia o definición del mismo, y respecto de su relación con la realidad y con el entorno. En At Swim-Two-Birds (Una pinta de tinta irlandesa) por ejemplo, Flann O'Brien imagina un autor en problemas con sus personajes que se niegan a obedecerle, temática que también desarrollará Marcel Aymé en su propio mundo.